# Eleições legislativas de 2011 em Lisboa

## Resultados Oficiais
| Partido                 | Partido                               | Votos   | %               | +/-   |
| ----------------------- | ------------------------------------- | ------- | --------------- | ----- |
|                         | Partido Social Democrata              | 116 124 | 36,16 / 100,00  | 7,26  |
|                         | Partido Socialista                    | 85 270  | 26,55 / 100,00  | 8,24  |
|                         | CDS – Partido Popular                 | 47 495  | 14,79 / 100,00  | 3,31  |
|                         | Coligação Democrática Unitária        | 26 543  | 8,27 / 100,00   | 0,28  |
|                         | Bloco de Esquerda                     | 17 926  | 5,58 / 100,00   | 4,23  |
|                         | Partido pelos Animais e pela Natureza | 4 899   | 1,53 / 100,00   | Novo  |
|                         | PCTP/MRPP                             | 3 526   | 1,10 / 100,00   | 0,31  |
|                         | Outros                                | 7 781   | 2,43 / 100,00   |       |
| Votos Inválidos         | Votos Inválidos                       | 11 576  | 3,61 / 100,00   | 0,69  |
| Total                   | Total                                 | 321 140 | 100,00 / 100,00 |       |
| Eleitorado/Participação | Eleitorado/Participação               | 513 488 | 62,54 / 100,00  | 0,78  |
| Fonte                   | Fonte                                 | [ 1 ]   | [ 1 ]           | [ 1 ] |

## Resultados por Freguesia
Os resultados seguintes referem-se aos partidos que obtiveram mais de 1,00% dos votos:
| Freguesia                    | %     | %     | %     | %     | %    | %    | %    | Votantes |
| Freguesia                    | PSD   | PS    | CDS   | CDU   | BE   | PAN  | PCTP | Votantes |
| ---------------------------- | ----- | ----- | ----- | ----- | ---- | ---- | ---- | -------- |
| Ajuda                        | 27,36 | 33,66 | 10,97 | 13,73 | 5,44 | 1,58 | 1,65 | 8 916    |
| Alcântara                    | 32,41 | 28,06 | 13,38 | 11,52 | 5,90 | 1,54 | 1,10 | 8 191    |
| Alto do Pina                 | 42,66 | 22,47 | 16,54 | 5,43  | 4,77 | 1,37 | 0,87 | 5 999    |
| Alvalade                     | 47,10 | 18,51 | 17,80 | 5,03  | 4,41 | 1,88 | 0,35 | 6 208    |
| Ameixoeira                   | 31,35 | 31,64 | 13,68 | 8,92  | 5,26 | 1,03 | 1,11 | 5 929    |
| Anjos                        | 35,53 | 26,20 | 13,22 | 8,64  | 6,89 | 2,10 | 1,34 | 5 137    |
| Beato                        | 28,87 | 32,06 | 12,11 | 11,79 | 5,47 | 1,41 | 1,66 | 7 093    |
| Benfica                      | 37,13 | 27,36 | 13,39 | 8,48  | 5,78 | 1,47 | 0,98 | 23 408   |
| Campo Grande                 | 38,49 | 24,10 | 16,66 | 7,52  | 5,52 | 1,42 | 0,80 | 6 394    |
| Campolide                    | 33,78 | 29,58 | 13,76 | 8,40  | 6,04 | 1,45 | 1,30 | 8 489    |
| Carnide                      | 34,42 | 26,91 | 14,03 | 9,31  | 5,75 | 1,28 | 1,46 | 10 660   |
| Castelo                      | 18,68 | 34,63 | 7,00  | 20,23 | 8,17 | 0,78 | 1,95 | 257      |
| Charneca                     | 26,34 | 36,39 | 11,63 | 10,32 | 5,55 | 0,81 | 1,44 | 3 963    |
| Coração de Jesus             | 35,70 | 24,39 | 16,52 | 7,45  | 6,99 | 1,81 | 0,81 | 2 591    |
| Encarnação                   | 32,68 | 28,79 | 13,09 | 8,95  | 6,76 | 2,25 | 0,85 | 1 643    |
| Graça                        | 33,80 | 30,35 | 10,39 | 9,99  | 6,33 | 2,15 | 1,27 | 3 302    |
| Lapa                         | 43,43 | 18,28 | 22,29 | 4,55  | 3,83 | 1,48 | 0,86 | 5 800    |
| Lumiar                       | 41,47 | 22,21 | 17,14 | 5,52  | 5,46 | 1,35 | 0,79 | 24 172   |
| Madalena                     | 29,15 | 29,89 | 14,02 | 10,33 | 5,54 | 2,95 | 1,48 | 271      |
| Mártires                     | 34,87 | 22,27 | 20,59 | 9,66  | 5,88 | 2,10 | 0,84 | 238      |
| Marvila                      | 22,93 | 36,86 | 10,25 | 12,68 | 6,87 | 1,26 | 1,98 | 19 330   |
| Mercês                       | 31,03 | 28,59 | 12,05 | 9,60  | 8,05 | 2,73 | 0,93 | 2 781    |
| Nossa Senhora de Fátima      | 39,13 | 21,80 | 18,72 | 5,05  | 4,43 | 1,55 | 0,75 | 10 390   |
| Pena                         | 32,34 | 30,28 | 13,32 | 8,07  | 6,52 | 1,55 | 1,32 | 2 576    |
| Penha de França              | 34,16 | 29,55 | 12,17 | 8,15  | 7,20 | 1,99 | 0,94 | 7 337    |
| Prazeres                     | 36,79 | 25,43 | 16,82 | 8,20  | 4,94 | 1,27 | 1,07 | 3 925    |
| Sacramento                   | 34,17 | 24,52 | 13,13 | 12,36 | 7,14 | 1,16 | 1,93 | 518      |
| Santa Catarina               | 30,17 | 30,31 | 12,41 | 8,54  | 7,88 | 2,48 | 1,19 | 2 095    |
| Santa Engrácia               | 33,62 | 30,66 | 10,45 | 10,28 | 6,19 | 1,22 | 1,43 | 2 939    |
| Santa Isabel                 | 41,73 | 21,99 | 17,89 | 6,24  | 4,79 | 1,82 | 0,75 | 4 388    |
| Santa Justa                  | 28,99 | 31,27 | 13,36 | 7,82  | 6,51 | 1,30 | 1,63 | 307      |
| Santa Maria de Belém         | 39,49 | 22,12 | 18,38 | 7,08  | 4,90 | 1,33 | 1,04 | 5 407    |
| Santa Maria dos Olivais      | 33,03 | 30,39 | 12,45 | 9,68  | 5,56 | 1,40 | 1,37 | 28 295   |
| Santiago                     | 31,94 | 26,85 | 13,19 | 11,57 | 5,09 | 2,55 | 1,62 | 432      |
| Santo Condestável            | 35,29 | 26,57 | 14,17 | 9,21  | 6,20 | 1,78 | 1,01 | 9 875    |
| Santo Estêvão                | 23,38 | 30,80 | 10,65 | 17,40 | 7,13 | 2,38 | 1,90 | 1 052    |
| Santos-o-Velho               | 30,63 | 25,93 | 19,14 | 10,11 | 5,33 | 1,91 | 1,12 | 2 403    |
| São Cristóvão e São Lourenço | 31,98 | 29,36 | 14,02 | 8,78  | 5,90 | 2,23 | 1,70 | 763      |
| São Domingos de Benfica      | 43,15 | 22,23 | 16,23 | 6,10  | 4,61 | 1,46 | 0,70 | 20 923   |
| São Francisco Xavier         | 46,83 | 17,14 | 21,18 | 4,70  | 3,88 | 1,23 | 0,49 | 5 127    |
| São João                     | 32,67 | 30,08 | 12,34 | 9,52  | 6,66 | 1,75 | 1,41 | 8 593    |
| São João de Brito            | 46,06 | 19,24 | 17,57 | 5,19  | 4,21 | 1,59 | 0,59 | 8 027    |
| São João de Deus             | 45,75 | 17,70 | 19,85 | 4,72  | 4,75 | 1,44 | 0,60 | 7 497    |
| São Jorge de Arroios         | 40,04 | 23,97 | 15,20 | 6,79  | 5,89 | 1,66 | 0,77 | 10 653   |
| São José                     | 30,29 | 29,57 | 13,44 | 9,56  | 7,41 | 2,27 | 1,31 | 1 674    |
| São Mamede                   | 40,59 | 20,53 | 20,45 | 5,21  | 4,85 | 1,97 | 0,86 | 3 609    |
| São Miguel                   | 19,16 | 40,42 | 6,63  | 17,20 | 6,39 | 2,83 | 1,84 | 814      |
| São Nicolau                  | 32,80 | 25,56 | 15,59 | 6,59  | 8,20 | 1,45 | 1,77 | 622      |
| São Paulo                    | 27,66 | 32,48 | 11,88 | 9,90  | 7,59 | 1,58 | 1,98 | 1 515    |
| São Sebastião da Pedreira    | 44,21 | 18,06 | 23,26 | 4,06  | 3,56 | 1,43 | 0,45 | 4 630    |
| São Vicente de Fora          | 28,36 | 30,97 | 12,15 | 13,03 | 5,58 | 1,25 | 2,14 | 1 918    |
| Sé                           | 32,23 | 26,45 | 12,73 | 11,24 | 4,63 | 1,82 | 1,49 | 605      |
| Socorro                      | 27,14 | 37,22 | 7,88  | 11,93 | 6,24 | 1,58 | 1,64 | 1 459    |
| Lisboa                       | 36,16 | 26,55 | 14,79 | 8,27  | 5,58 | 1,53 | 1,10 | 321 140  |

#### Ajuda
| Partido                 | Partido                               | Votos  | %               | +/-  |
| ----------------------- | ------------------------------------- | ------ | --------------- | ---- |
|                         | Partido Socialista                    | 3 001  | 33,66 / 100,00  | 5,29 |
|                         | Partido Social Democrata              | 2 439  | 27,36 / 100,00  | 7,75 |
|                         | Coligação Democrática Unitária        | 1 224  | 13,73 / 100,00  | 1,41 |
|                         | CDS – Partido Popular                 | 978    | 10,97 / 100,00  | 1,77 |
|                         | Bloco de Esquerda                     | 485    | 5,44 / 100,00   | 5,54 |
|                         | PCTP/MRPP                             | 147    | 1,65 / 100,00   | 0,67 |
|                         | Partido pelos Animais e pela Natureza | 141    | 1,58 / 100,00   | Novo |
|                         | Outros                                | 207    | 2,31 / 100,00   |      |
| Votos Inválidos         | Votos Inválidos                       | 294    | 3,30 / 100,00   | 0,38 |
| Total                   | Total                                 | 8 916  | 100,00 / 100,00 |      |
| Eleitorado/Participação | Eleitorado/Participação               | 15 183 | 58,72 / 100,00  | 0,28 |

#### Alcântara
| Partido                 | Partido                               | Votos  | %               | +/-  |
| ----------------------- | ------------------------------------- | ------ | --------------- | ---- |
|                         | Partido Social Democrata              | 2 655  | 32,41 / 100,00  | 7,29 |
|                         | Partido Socialista                    | 2 298  | 28,06 / 100,00  | 7,36 |
|                         | CDS – Partido Popular                 | 1 096  | 13,38 / 100,00  | 3,33 |
|                         | Coligação Democrática Unitária        | 944    | 11,52 / 100,00  | 0,85 |
|                         | Bloco de Esquerda                     | 483    | 5,90 / 100,00   | 4,95 |
|                         | Partido pelos Animais e pela Natureza | 126    | 1,54 / 100,00   | Novo |
|                         | PCTP/MRPP                             | 90     | 1,10 / 100,00   | 0,17 |
|                         | Outros                                | 191    | 2,33 / 100,00   |      |
| Votos Inválidos         | Votos Inválidos                       | 308    | 3,76 / 100,00   | 0,85 |
| Total                   | Total                                 | 8 191  | 100,00 / 100,00 |      |
| Eleitorado/Participação | Eleitorado/Participação               | 13 385 | 61,20 / 100,00  | 0,18 |

#### Alto do Pina
| Partido                 | Partido                               | Votos  | %               | +/-  |
| ----------------------- | ------------------------------------- | ------ | --------------- | ---- |
|                         | Partido Social Democrata              | 2 559  | 42,66 / 100,00  | 6,17 |
|                         | Partido Socialista                    | 1 348  | 22,47 / 100,00  | 7,70 |
|                         | CDS – Partido Popular                 | 992    | 16,54 / 100,00  | 3,48 |
|                         | Coligação Democrática Unitária        | 326    | 5,43 / 100,00   | 0,26 |
|                         | Bloco de Esquerda                     | 286    | 4,77 / 100,00   | 3,14 |
|                         | Partido pelos Animais e pela Natureza | 82     | 1,37 / 100,00   | Novo |
|                         | Outros                                | 186    | 3,11 / 100,00   |      |
| Votos Inválidos         | Votos Inválidos                       | 220    | 3,67 / 100,00   | 0,31 |
| Total                   | Total                                 | 5 999  | 100,00 / 100,00 |      |
| Eleitorado/Participação | Eleitorado/Participação               | 10 033 | 59,79 / 100,00  | 2,22 |

#### Alvalade
| Partido                 | Partido                               | Votos | %               | +/-  |
| ----------------------- | ------------------------------------- | ----- | --------------- | ---- |
|                         | Partido Social Democrata              | 2 924 | 47,10 / 100,00  | 6,47 |
|                         | Partido Socialista                    | 1 149 | 18,51 / 100,00  | 8,16 |
|                         | CDS – Partido Popular                 | 1 105 | 17,80 / 100,00  | 3,65 |
|                         | Coligação Democrática Unitária        | 312   | 5,03 / 100,00   | 0,35 |
|                         | Bloco de Esquerda                     | 274   | 4,41 / 100,00   | 3,82 |
|                         | Partido pelos Animais e pela Natureza | 117   | 1,88 / 100,00   | Novo |
|                         | Outros                                | 122   | 1,94 / 100,00   |      |
| Votos Inválidos         | Votos Inválidos                       | 205   | 3,31 / 100,00   | 0,71 |
| Total                   | Total                                 | 6 208 | 100,00 / 100,00 |      |
| Eleitorado/Participação | Eleitorado/Participação               | 8 877 | 69,93 / 100,00  | 1,26 |

#### Ameixoeira
| Partido                 | Partido                               | Votos  | %               | +/-  |
| ----------------------- | ------------------------------------- | ------ | --------------- | ---- |
|                         | Partido Socialista                    | 1 876  | 31,64 / 100,00  | 7,81 |
|                         | Partido Social Democrata              | 1 859  | 31,35 / 100,00  | 7,87 |
|                         | CDS – Partido Popular                 | 811    | 13,68 / 100,00  | 2,51 |
|                         | Coligação Democrática Unitária        | 529    | 8,92 / 100,00   | 0,51 |
|                         | Bloco de Esquerda                     | 312    | 5,26 / 100,00   | 4,46 |
|                         | PCTP/MRPP                             | 66     | 1,11 / 100,00   | 0,44 |
|                         | Partido pelos Animais e pela Natureza | 61     | 1,03 / 100,00   | Novo |
|                         | Outros                                | 188    | 3,18 / 100,00   |      |
| Votos Inválidos         | Votos Inválidos                       | 227    | 3,83 / 100,00   | 0,73 |
| Total                   | Total                                 | 5 929  | 100,00 / 100,00 |      |
| Eleitorado/Participação | Eleitorado/Participação               | 10 389 | 57,07 / 100,00  | 1,57 |

#### Anjos
| Partido                 | Partido                               | Votos | %               | +/-  |
| ----------------------- | ------------------------------------- | ----- | --------------- | ---- |
|                         | Partido Social Democrata              | 1 825 | 35,53 / 100,00  | 6,52 |
|                         | Partido Socialista                    | 1 346 | 26,20 / 100,00  | 7,51 |
|                         | CDS – Partido Popular                 | 679   | 13,22 / 100,00  | 1,36 |
|                         | Coligação Democrática Unitária        | 444   | 8,64 / 100,00   | 0,68 |
|                         | Bloco de Esquerda                     | 354   | 6,89 / 100,00   | 3,86 |
|                         | Partido pelos Animais e pela Natureza | 108   | 2,10 / 100,00   | Novo |
|                         | PCTP/MRPP                             | 69    | 1,34 / 100,00   | 0,48 |
|                         | Outros                                | 121   | 2,37 / 100,00   |      |
| Votos Inválidos         | Votos Inválidos                       | 191   | 3,72 / 100,00   | 0,47 |
| Total                   | Total                                 | 5 137 | 100,00 / 100,00 |      |
| Eleitorado/Participação | Eleitorado/Participação               | 8 851 | 58,04 / 100,00  | 0,36 |

#### Beato
| Partido                 | Partido                               | Votos  | %               | +/-  |
| ----------------------- | ------------------------------------- | ------ | --------------- | ---- |
|                         | Partido Socialista                    | 2 274  | 32,06 / 100,00  | 6,75 |
|                         | Partido Social Democrata              | 2 048  | 28,87 / 100,00  | 6,58 |
|                         | CDS – Partido Popular                 | 859    | 12,11 / 100,00  | 2,07 |
|                         | Coligação Democrática Unitária        | 836    | 11,79 / 100,00  | 0,72 |
|                         | Bloco de Esquerda                     | 388    | 5,47 / 100,00   | 5,23 |
|                         | PCTP/MRPP                             | 118    | 1,66 / 100,00   | 0,63 |
|                         | Partido pelos Animais e pela Natureza | 100    | 1,41 / 100,00   | Novo |
|                         | Outros                                | 214    | 3,02 / 100,00   |      |
| Votos Inválidos         | Votos Inválidos                       | 256    | 3,61 / 100,00   | 0,63 |
| Total                   | Total                                 | 7 093  | 100,00 / 100,00 |      |
| Eleitorado/Participação | Eleitorado/Participação               | 11 877 | 59,72 / 100,00  | 0,15 |

#### Benfica
| Partido                 | Partido                               | Votos  | %               | +/-  |
| ----------------------- | ------------------------------------- | ------ | --------------- | ---- |
|                         | Partido Social Democrata              | 8 691  | 37,13 / 100,00  | 8,21 |
|                         | Partido Socialista                    | 6 405  | 27,36 / 100,00  | 8,33 |
|                         | CDS – Partido Popular                 | 3 135  | 13,39 / 100,00  | 1,81 |
|                         | Coligação Democrática Unitária        | 1 985  | 8,48 / 100,00   | 0,18 |
|                         | Bloco de Esquerda                     | 1 352  | 5,78 / 100,00   | 3,98 |
|                         | Partido pelos Animais e pela Natureza | 343    | 1,47 / 100,00   | Novo |
|                         | Outros                                | 652    | 2,79 / 100,00   |      |
| Votos Inválidos         | Votos Inválidos                       | 845    | 3,61 / 100,00   | 0,90 |
| Total                   | Total                                 | 23 408 | 100,00 / 100,00 |      |
| Eleitorado/Participação | Eleitorado/Participação               | 35 983 | 65,05 / 100,00  | 0,32 |

#### Campo Grande
| Partido                 | Partido                               | Votos | %               | +/-  |
| ----------------------- | ------------------------------------- | ----- | --------------- | ---- |
|                         | Partido Social Democrata              | 2 461 | 38,49 / 100,00  | 7,07 |
|                         | Partido Socialista                    | 1 541 | 24,10 / 100,00  | 8,80 |
|                         | CDS – Partido Popular                 | 1 065 | 16,66 / 100,00  | 4,44 |
|                         | Coligação Democrática Unitária        | 481   | 7,52 / 100,00   | 0,23 |
|                         | Bloco de Esquerda                     | 353   | 5,52 / 100,00   | 4,39 |
|                         | Partido pelos Animais e pela Natureza | 91    | 1,42 / 100,00   | Novo |
|                         | Outros                                | 175   | 2,75 / 100,00   |      |
| Votos Inválidos         | Votos Inválidos                       | 227   | 3,55 / 100,00   | 0,42 |
| Total                   | Total                                 | 6 394 | 100,00 / 100,00 |      |
| Eleitorado/Participação | Eleitorado/Participação               | 9 852 | 64,90 / 100,00  | 0,89 |

#### Campolide
| Partido                 | Partido                               | Votos  | %               | +/-  |
| ----------------------- | ------------------------------------- | ------ | --------------- | ---- |
|                         | Partido Social Democrata              | 2 868  | 33,78 / 100,00  | 7,55 |
|                         | Partido Socialista                    | 2 511  | 29,58 / 100,00  | 7,87 |
|                         | CDS – Partido Popular                 | 1 168  | 13,76 / 100,00  | 3,44 |
|                         | Coligação Democrática Unitária        | 713    | 8,40 / 100,00   | 0,19 |
|                         | Bloco de Esquerda                     | 513    | 6,04 / 100,00   | 4,46 |
|                         | Partido pelos Animais e pela Natureza | 123    | 1,45 / 100,00   | Novo |
|                         | PCTP/MRPP                             | 110    | 1,30 / 100,00   | 0,17 |
|                         | Outros                                | 217    | 2,57 / 100,00   |      |
| Votos Inválidos         | Votos Inválidos                       | 266    | 3,14 / 100,00   | 0,25 |
| Total                   | Total                                 | 8 489  | 100,00 / 100,00 |      |
| Eleitorado/Participação | Eleitorado/Participação               | 14 083 | 60,28 / 100,00  | 0,67 |

#### Carnide
| Partido                 | Partido                               | Votos  | %               | +/-   |
| ----------------------- | ------------------------------------- | ------ | --------------- | ----- |
|                         | Partido Social Democrata              | 3 669  | 34,42 / 100,00  | 10,60 |
|                         | Partido Socialista                    | 2 869  | 26,91 / 100,00  | 9,80  |
|                         | CDS – Partido Popular                 | 1 496  | 14,03 / 100,00  | 2,59  |
|                         | Coligação Democrática Unitária        | 992    | 9,31 / 100,00   | 0,93  |
|                         | Bloco de Esquerda                     | 613    | 5,75 / 100,00   | 4,81  |
|                         | PCTP/MRPP                             | 156    | 1,46 / 100,00   | 0,45  |
|                         | Partido pelos Animais e pela Natureza | 136    | 1,28 / 100,00   | Novo  |
|                         | Outros                                | 300    | 2,82 / 100,00   |       |
| Votos Inválidos         | Votos Inválidos                       | 429    | 4,02 / 100,00   | 1,01  |
| Total                   | Total                                 | 10 660 | 100,00 / 100,00 |       |
| Eleitorado/Participação | Eleitorado/Participação               | 16 236 | 65,66 / 100,00  | 0,29  |

#### Castelo
| Partido                 | Partido                        | Votos | %               | +/-  |
| ----------------------- | ------------------------------ | ----- | --------------- | ---- |
|                         | Partido Socialista             | 89    | 34,63 / 100,00  | 3,98 |
|                         | Coligação Democrática Unitária | 52    | 20,23 / 100,00  | 0,43 |
|                         | Partido Social Democrata       | 48    | 18,68 / 100,00  | 4,82 |
|                         | Bloco de Esquerda              | 21    | 8,17 / 100,00   | 5,69 |
|                         | CDS – Partido Popular          | 18    | 7,00 / 100,00   | 1,39 |
|                         | PCTP/MRPP                      | 5     | 1,95 / 100,00   | 0,03 |
|                         | Outros                         | 10    | 3,90 / 100,00   |      |
| Votos Inválidos         | Votos Inválidos                | 14    | 5,45 / 100,00   | 2,15 |
| Total                   | Total                          | 257   | 100,00 / 100,00 |      |
| Eleitorado/Participação | Eleitorado/Participação        | 414   | 62,08 / 100,00  | 2,39 |

#### Charneca
| Partido                 | Partido                        | Votos | %               | +/-  |
| ----------------------- | ------------------------------ | ----- | --------------- | ---- |
|                         | Partido Socialista             | 1 442 | 36,39 / 100,00  | 6,40 |
|                         | Partido Social Democrata       | 1 044 | 26,34 / 100,00  | 7,24 |
|                         | CDS – Partido Popular          | 461   | 11,63 / 100,00  | 1,62 |
|                         | Coligação Democrática Unitária | 409   | 10,32 / 100,00  | 0,94 |
|                         | Bloco de Esquerda              | 220   | 5,55 / 100,00   | 3,69 |
|                         | PCTP/MRPP                      | 57    | 1,44 / 100,00   | 0,30 |
|                         | Outros                         | 166   | 4,20 / 100,00   |      |
| Votos Inválidos         | Votos Inválidos                | 164   | 4,14 / 100,00   | 0,61 |
| Total                   | Total                          | 3 963 | 100,00 / 100,00 |      |
| Eleitorado/Participação | Eleitorado/Participação        | 7 598 | 52,16 / 100,00  | 2,11 |

#### Coração de Jesus
| Partido                 | Partido                               | Votos | %               | +/-  |
| ----------------------- | ------------------------------------- | ----- | --------------- | ---- |
|                         | Partido Social Democrata              | 925   | 35,70 / 100,00  | 5,20 |
|                         | Partido Socialista                    | 632   | 24,39 / 100,00  | 8,97 |
|                         | CDS – Partido Popular                 | 428   | 16,52 / 100,00  | 5,04 |
|                         | Coligação Democrática Unitária        | 193   | 7,45 / 100,00   | 1,05 |
|                         | Bloco de Esquerda                     | 181   | 6,99 / 100,00   | 4,79 |
|                         | Partido pelos Animais e pela Natureza | 47    | 1,81 / 100,00   | Novo |
|                         | Outros                                | 77    | 2,97 / 100,00   |      |
| Votos Inválidos         | Votos Inválidos                       | 108   | 4,17 / 100,00   | 1,27 |
| Total                   | Total                                 | 2 591 | 100,00 / 100,00 |      |
| Eleitorado/Participação | Eleitorado/Participação               | 4 299 | 60,27 / 100,00  | 1,40 |

#### Encarnação
| Partido                 | Partido                               | Votos | %               | +/-  |
| ----------------------- | ------------------------------------- | ----- | --------------- | ---- |
|                         | Partido Social Democrata              | 537   | 32,68 / 100,00  | 7,27 |
|                         | Partido Socialista                    | 473   | 28,79 / 100,00  | 9,93 |
|                         | CDS – Partido Popular                 | 215   | 13,09 / 100,00  | 3,83 |
|                         | Coligação Democrática Unitária        | 147   | 8,95 / 100,00   | 0,02 |
|                         | Bloco de Esquerda                     | 111   | 6,76 / 100,00   | 4,24 |
|                         | Partido pelos Animais e pela Natureza | 37    | 2,25 / 100,00   | Novo |
|                         | Outros                                | 64    | 3,90 / 100,00   |      |
| Votos Inválidos         | Votos Inválidos                       | 59    | 3,59 / 100,00   | 0,58 |
| Total                   | Total                                 | 1 643 | 100,00 / 100,00 |      |
| Eleitorado/Participação | Eleitorado/Participação               | 2 912 | 56,42 / 100,00  | 1,37 |

#### Graça
| Partido                 | Partido                               | Votos | %               | +/-  |
| ----------------------- | ------------------------------------- | ----- | --------------- | ---- |
|                         | Partido Social Democrata              | 1 116 | 33,80 / 100,00  | 6,88 |
|                         | Partido Socialista                    | 1 002 | 30,35 / 100,00  | 5,52 |
|                         | CDS – Partido Popular                 | 343   | 10,39 / 100,00  | 1,16 |
|                         | Coligação Democrática Unitária        | 330   | 9,99 / 100,00   | 0,33 |
|                         | Bloco de Esquerda                     | 209   | 6,33 / 100,00   | 5,62 |
|                         | Partido pelos Animais e pela Natureza | 71    | 2,15 / 100,00   | Novo |
|                         | PCTP/MRPP                             | 42    | 1,27 / 100,00   | 0,61 |
|                         | Outros                                | 78    | 2,34 / 100,00   |      |
| Votos Inválidos         | Votos Inválidos                       | 111   | 3,36 / 100,00   | 0,19 |
| Total                   | Total                                 | 3 302 | 100,00 / 100,00 |      |
| Eleitorado/Participação | Eleitorado/Participação               | 5 572 | 59,26 / 100,00  | 1,06 |

#### Lapa
| Partido                 | Partido                               | Votos | %               | +/-  |
| ----------------------- | ------------------------------------- | ----- | --------------- | ---- |
|                         | Partido Social Democrata              | 2 519 | 43,43 / 100,00  | 3,90 |
|                         | CDS – Partido Popular                 | 1 293 | 22,29 / 100,00  | 6,50 |
|                         | Partido Socialista                    | 1 060 | 18,28 / 100,00  | 8,45 |
|                         | Coligação Democrática Unitária        | 264   | 4,55 / 100,00   | 0,18 |
|                         | Bloco de Esquerda                     | 222   | 3,83 / 100,00   | 3,33 |
|                         | Partido pelos Animais e pela Natureza | 86    | 1,48 / 100,00   | Novo |
|                         | Movimento Esperança Portugal          | 59    | 1,02 / 100,00   | 0,84 |
|                         | Outros                                | 119   | 2,05 / 100,00   |      |
| Votos Inválidos         | Votos Inválidos                       | 178   | 3,07 / 100,00   | 0,41 |
| Total                   | Total                                 | 5 800 | 100,00 / 100,00 |      |
| Eleitorado/Participação | Eleitorado/Participação               | 8 473 | 68,45 / 100,00  | 2,69 |

#### Lumiar
| Partido                 | Partido                               | Votos  | %               | +/-   |
| ----------------------- | ------------------------------------- | ------ | --------------- | ----- |
|                         | Partido Social Democrata              | 10 023 | 41,47 / 100,00  | 8,98  |
|                         | Partido Socialista                    | 5 369  | 22,21 / 100,00  | 11,32 |
|                         | CDS – Partido Popular                 | 4 142  | 17,14 / 100,00  | 5,06  |
|                         | Coligação Democrática Unitária        | 1 334  | 5,52 / 100,00   | 0,40  |
|                         | Bloco de Esquerda                     | 1 319  | 5,46 / 100,00   | 3,49  |
|                         | Partido pelos Animais e pela Natureza | 327    | 1,35 / 100,00   | Novo  |
|                         | Outros                                | 667    | 2,75 / 100,00   |       |
| Votos Inválidos         | Votos Inválidos                       | 991    | 4,10 / 100,00   | 1,03  |
| Total                   | Total                                 | 24 172 | 100,00 / 100,00 |       |
| Eleitorado/Participação | Eleitorado/Participação               | 35 697 | 67,71 / 100,00  | 2,04  |

#### Madalena
| Partido                 | Partido                               | Votos | %               | +/-   |
| ----------------------- | ------------------------------------- | ----- | --------------- | ----- |
|                         | Partido Socialista                    | 81    | 29,89 / 100,00  | 10,11 |
|                         | Partido Social Democrata              | 79    | 29,15 / 100,00  | 9,54  |
|                         | CDS – Partido Popular                 | 38    | 14,02 / 100,00  | 1,08  |
|                         | Coligação Democrática Unitária        | 28    | 10,33 / 100,00  | 2,61  |
|                         | Bloco de Esquerda                     | 15    | 5,54 / 100,00   | 3,09  |
|                         | Partido pelos Animais e pela Natureza | 8     | 2,95 / 100,00   | Novo  |
|                         | PCTP/MRPP                             | 4     | 1,48 / 100,00   | 0,30  |
|                         | Outros                                | 4     | 1,48 / 100,00   |       |
| Votos Inválidos         | Votos Inválidos                       | 14    | 5,17 / 100,00   | 2,03  |
| Total                   | Total                                 | 271   | 100,00 / 100,00 |       |
| Eleitorado/Participação | Eleitorado/Participação               | 442   | 61,31 / 100,00  | 0,01  |

#### Mártires
| Partido                 | Partido                               | Votos | %               | +/-   |
| ----------------------- | ------------------------------------- | ----- | --------------- | ----- |
|                         | Partido Social Democrata              | 83    | 34,87 / 100,00  | 4,35  |
|                         | Partido Socialista                    | 53    | 22,27 / 100,00  | 11,53 |
|                         | CDS – Partido Popular                 | 49    | 20,59 / 100,00  | 7,91  |
|                         | Coligação Democrática Unitária        | 23    | 9,66 / 100,00   | 3,56  |
|                         | Bloco de Esquerda                     | 14    | 5,88 / 100,00   | 2,10  |
|                         | Partido pelos Animais e pela Natureza | 5     | 2,10 / 100,00   | Novo  |
|                         | Movimento Esperança Portugal          | 4     | 1,68 / 100,00   | 0,20  |
|                         | Outros                                | 3     | 1,26 / 100,00   |       |
| Votos Inválidos         | Votos Inválidos                       | 4     | 1,68 / 100,00   | 1,61  |
| Total                   | Total                                 | 238   | 100,00 / 100,00 |       |
| Eleitorado/Participação | Eleitorado/Participação               | 356   | 66,85 / 100,00  | 9,28  |

#### Marvila
| Partido                 | Partido                               | Votos  | %               | +/-  |
| ----------------------- | ------------------------------------- | ------ | --------------- | ---- |
|                         | Partido Socialista                    | 7 126  | 36,86 / 100,00  | 5,69 |
|                         | Partido Social Democrata              | 4 432  | 22,93 / 100,00  | 7,23 |
|                         | Coligação Democrática Unitária        | 2 451  | 12,68 / 100,00  | 0,45 |
|                         | CDS – Partido Popular                 | 1 982  | 10,25 / 100,00  | 1,44 |
|                         | Bloco de Esquerda                     | 1 328  | 6,87 / 100,00   | 5,04 |
|                         | PCTP/MRPP                             | 382    | 1,98 / 100,00   | 0,54 |
|                         | Partido pelos Animais e pela Natureza | 243    | 1,26 / 100,00   | Novo |
|                         | Outros                                | 678    | 3,50 / 100,00   |      |
| Votos Inválidos         | Votos Inválidos                       | 708    | 3,66 / 100,00   | 0,38 |
| Total                   | Total                                 | 19 330 | 100,00 / 100,00 |      |
| Eleitorado/Participação | Eleitorado/Participação               | 36 548 | 52,89 / 100,00  | 0,30 |

#### Mercês
| Partido                 | Partido                               | Votos | %               | +/-  |
| ----------------------- | ------------------------------------- | ----- | --------------- | ---- |
|                         | Partido Social Democrata              | 863   | 31,03 / 100,00  | 7,30 |
|                         | Partido Socialista                    | 795   | 28,59 / 100,00  | 8,41 |
|                         | CDS – Partido Popular                 | 335   | 12,05 / 100,00  | 1,77 |
|                         | Coligação Democrática Unitária        | 267   | 9,60 / 100,00   | 0,61 |
|                         | Bloco de Esquerda                     | 224   | 8,05 / 100,00   | 3,40 |
|                         | Partido pelos Animais e pela Natureza | 76    | 2,73 / 100,00   | Novo |
|                         | Outros                                | 104   | 3,74 / 100,00   |      |
| Votos Inválidos         | Votos Inválidos                       | 117   | 4,21 / 100,00   | 1,03 |
| Total                   | Total                                 | 2 781 | 100,00 / 100,00 |      |
| Eleitorado/Participação | Eleitorado/Participação               | 4 474 | 62,16 / 100,00  | 2,44 |

#### Nossa Senhora de Fátima
| Partido                 | Partido                               | Votos  | %               | +/-  |
| ----------------------- | ------------------------------------- | ------ | --------------- | ---- |
|                         | Partido Social Democrata              | 4 066  | 39,13 / 100,00  | 2,70 |
|                         | Partido Socialista                    | 2 265  | 21,80 / 100,00  | 7,97 |
|                         | CDS – Partido Popular                 | 1 945  | 18,72 / 100,00  | 4,32 |
|                         | Coligação Democrática Unitária        | 525    | 5,05 / 100,00   | 0,54 |
|                         | Bloco de Esquerda                     | 460    | 4,43 / 100,00   | 3,39 |
|                         | Partido Nacional Renovador            | 322    | 3,10 / 100,00   | 2,86 |
|                         | Partido pelos Animais e pela Natureza | 161    | 1,55 / 100,00   | Novo |
|                         | Outros                                | 311    | 2,99 / 100,00   |      |
| Votos Inválidos         | Votos Inválidos                       | 335    | 3,23 / 100,00   | 0,65 |
| Total                   | Total                                 | 10 390 | 100,00 / 100,00 |      |
| Eleitorado/Participação | Eleitorado/Participação               | 15 379 | 67,56 / 100,00  | 1,93 |

#### Pena
| Partido                 | Partido                               | Votos | %               | +/-  |
| ----------------------- | ------------------------------------- | ----- | --------------- | ---- |
|                         | Partido Social Democrata              | 833   | 32,34 / 100,00  | 5,30 |
|                         | Partido Socialista                    | 780   | 30,28 / 100,00  | 6,66 |
|                         | CDS – Partido Popular                 | 343   | 13,32 / 100,00  | 1,49 |
|                         | Coligação Democrática Unitária        | 208   | 8,07 / 100,00   | 0,45 |
|                         | Bloco de Esquerda                     | 168   | 6,52 / 100,00   | 4,17 |
|                         | Partido pelos Animais e pela Natureza | 40    | 1,55 / 100,00   | Novo |
|                         | PCTP/MRPP                             | 34    | 1,32 / 100,00   | 0,79 |
|                         | Outros                                | 62    | 2,40 / 100,00   |      |
| Votos Inválidos         | Votos Inválidos                       | 108   | 4,19 / 100,00   | 1,27 |
| Total                   | Total                                 | 2 576 | 100,00 / 100,00 |      |
| Eleitorado/Participação | Eleitorado/Participação               | 4 570 | 56,37 / 100,00  | 0,50 |

#### Penha de França
| Partido                 | Partido                               | Votos  | %               | +/-  |
| ----------------------- | ------------------------------------- | ------ | --------------- | ---- |
|                         | Partido Social Democrata              | 2 506  | 34,16 / 100,00  | 7,18 |
|                         | Partido Socialista                    | 2 168  | 29,55 / 100,00  | 7,83 |
|                         | CDS – Partido Popular                 | 893    | 12,17 / 100,00  | 2,66 |
|                         | Coligação Democrática Unitária        | 598    | 8,15 / 100,00   | 0,43 |
|                         | Bloco de Esquerda                     | 528    | 7,28 / 100,00   | 4,60 |
|                         | Partido pelos Animais e pela Natureza | 146    | 1,99 / 100,00   | Novo |
|                         | Outros                                | 231    | 3,15 / 100,00   |      |
| Votos Inválidos         | Votos Inválidos                       | 267    | 3,64 / 100,00   | 0,90 |
| Total                   | Total                                 | 7 337  | 100,00 / 100,00 |      |
| Eleitorado/Participação | Eleitorado/Participação               | 11 930 | 61,50 / 100,00  | 0,56 |

#### Prazeres
| Partido                 | Partido                               | Votos | %               | +/-   |
| ----------------------- | ------------------------------------- | ----- | --------------- | ----- |
|                         | Partido Social Democrata              | 1 444 | 36,79 / 100,00  | 8,20  |
|                         | Partido Socialista                    | 998   | 25,43 / 100,00  | 10,22 |
|                         | CDS – Partido Popular                 | 660   | 16,82 / 100,00  | 5,17  |
|                         | Coligação Democrática Unitária        | 322   | 8,20 / 100,00   | 0,86  |
|                         | Bloco de Esquerda                     | 194   | 4,94 / 100,00   | 4,12  |
|                         | Partido pelos Animais e pela Natureza | 50    | 1,27 / 100,00   | Novo  |
|                         | PCTP/MRPP                             | 42    | 1,07 / 100,00   | 0,30  |
|                         | Outros                                | 95    | 2,42 / 100,00   |       |
| Votos Inválidos         | Votos Inválidos                       | 120   | 3,06 / 100,00   | 0,81  |
| Total                   | Total                                 | 3 925 | 100,00 / 100,00 |       |
| Eleitorado/Participação | Eleitorado/Participação               | 6 519 | 60,21 / 100,00  | 1,56  |

#### Sacramento
| Partido                 | Partido                               | Votos | %               | +/-   |
| ----------------------- | ------------------------------------- | ----- | --------------- | ----- |
|                         | Partido Social Democrata              | 177   | 34,17 / 100,00  | 10,23 |
|                         | Partido Socialista                    | 127   | 24,52 / 100,00  | 11,50 |
|                         | CDS – Partido Popular                 | 68    | 13,13 / 100,00  | 4,28  |
|                         | Coligação Democrática Unitária        | 64    | 12,36 / 100,00  | 1,49  |
|                         | Bloco de Esquerda                     | 37    | 7,14 / 100,00   | 4,53  |
|                         | PCTP/MRPP                             | 10    | 1,93 / 100,00   | 0,72  |
|                         | Partido pelos Animais e pela Natureza | 6     | 1,16 / 100,00   | Novo  |
|                         | Outros                                | 16    | 3,10 / 100,00   |       |
| Votos Inválidos         | Votos Inválidos                       | 13    | 2,51 / 100,00   | 1,52  |
| Total                   | Total                                 | 518   | 100,00 / 100,00 |       |
| Eleitorado/Participação | Eleitorado/Participação               | 873   | 59,34 / 100,00  | 2,99  |

#### Santa Catarina
| Partido                 | Partido                               | Votos | %               | +/-   |
| ----------------------- | ------------------------------------- | ----- | --------------- | ----- |
|                         | Partido Socialista                    | 635   | 30,31 / 100,00  | 13,39 |
|                         | Partido Social Democrata              | 632   | 30,17 / 100,00  | 7,82  |
|                         | CDS – Partido Popular                 | 260   | 12,41 / 100,00  | 3,75  |
|                         | Coligação Democrática Unitária        | 179   | 8,54 / 100,00   | 0,61  |
|                         | Bloco de Esquerda                     | 165   | 7,88 / 100,00   | 2,90  |
|                         | Partido pelos Animais e pela Natureza | 52    | 2,48 / 100,00   | Novo  |
|                         | PCTP/MRPP                             | 25    | 1,19 / 100,00   | 0,45  |
|                         | Outros                                | 62    | 2,98 / 100,00   |       |
| Votos Inválidos         | Votos Inválidos                       | 85    | 4,06 / 100,00   | 0,72  |
| Total                   | Total                                 | 2 095 | 100,00 / 100,00 |       |
| Eleitorado/Participação | Eleitorado/Participação               | 3 693 | 56,73 / 100,00  | 1,68  |

#### Santa Engrácia
| Partido                 | Partido                               | Votos | %               | +/-  |
| ----------------------- | ------------------------------------- | ----- | --------------- | ---- |
|                         | Partido Social Democrata              | 988   | 33,62 / 100,00  | 7,85 |
|                         | Partido Socialista                    | 901   | 30,66 / 100,00  | 6,76 |
|                         | CDS – Partido Popular                 | 307   | 10,45 / 100,00  | 1,55 |
|                         | Coligação Democrática Unitária        | 302   | 10,28 / 100,00  | 0,40 |
|                         | Bloco de Esquerda                     | 182   | 6,19 / 100,00   | 4,58 |
|                         | PCTP/MRPP                             | 42    | 1,43 / 100,00   | 0,41 |
|                         | Partido pelos Animais e pela Natureza | 36    | 1,22 / 100,00   | Novo |
|                         | Outros                                | 71    | 2,44 / 100,00   |      |
| Votos Inválidos         | Votos Inválidos                       | 110   | 3,74 / 100,00   | 0,23 |
| Total                   | Total                                 | 2 939 | 100,00 / 100,00 |      |
| Eleitorado/Participação | Eleitorado/Participação               | 4 836 | 60,77 / 100,00  | 1,49 |

#### Santa Isabel
| Partido                 | Partido                               | Votos | %               | +/-  |
| ----------------------- | ------------------------------------- | ----- | --------------- | ---- |
|                         | Partido Social Democrata              | 1 831 | 41,73 / 100,00  | 7,03 |
|                         | Partido Socialista                    | 965   | 21,99 / 100,00  | 8,93 |
|                         | CDS – Partido Popular                 | 785   | 17,89 / 100,00  | 4,28 |
|                         | Coligação Democrática Unitária        | 274   | 6,24 / 100,00   | 0,64 |
|                         | Bloco de Esquerda                     | 210   | 4,79 / 100,00   | 3,21 |
|                         | Partido pelos Animais e pela Natureza | 80    | 1,82 / 100,00   | Novo |
|                         | Outros                                | 120   | 2,72 / 100,00   |      |
| Votos Inválidos         | Votos Inválidos                       | 123   | 2,81 / 100,00   | 0,38 |
| Total                   | Total                                 | 4 388 | 100,00 / 100,00 |      |
| Eleitorado/Participação | Eleitorado/Participação               | 6 619 | 66,29 / 100,00  | 2,68 |

#### Santa Justa
| Partido                 | Partido                               | Votos | %               | +/-  |
| ----------------------- | ------------------------------------- | ----- | --------------- | ---- |
|                         | Partido Socialista                    | 96    | 31,27 / 100,00  | 4,68 |
|                         | Partido Social Democrata              | 89    | 28,99 / 100,00  | 6,44 |
|                         | CDS – Partido Popular                 | 41    | 13,36 / 100,00  | 2,58 |
|                         | Coligação Democrática Unitária        | 24    | 7,82 / 100,00   | 1,98 |
|                         | Bloco de Esquerda                     | 20    | 6,51 / 100,00   | 5,91 |
|                         | PCTP/MRPP                             | 5     | 1,63 / 100,00   | 0,32 |
|                         | Partido Nacional Renovador            | 5     | 1,63 / 100,00   | 1,63 |
|                         | Partido pelos Animais e pela Natureza | 4     | 1,30 / 100,00   | Novo |
|                         | Outros                                | 10    | 3,27 / 100,00   |      |
| Votos Inválidos         | Votos Inválidos                       | 13    | 4,23 / 100,00   | 2,30 |
| Total                   | Total                                 | 307   | 100,00 / 100,00 |      |
| Eleitorado/Participação | Eleitorado/Participação               | 861   | 35,66 / 100,00  | 0,09 |

#### Santa Maria de Belém
| Partido                 | Partido                               | Votos | %               | +/-  |
| ----------------------- | ------------------------------------- | ----- | --------------- | ---- |
|                         | Partido Social Democrata              | 2 135 | 39,49 / 100,00  | 5,84 |
|                         | Partido Socialista                    | 1 196 | 22,12 / 100,00  | 8,56 |
|                         | CDS – Partido Popular                 | 994   | 18,38 / 100,00  | 4,15 |
|                         | Coligação Democrática Unitária        | 383   | 7,08 / 100,00   | 0,08 |
|                         | Bloco de Esquerda                     | 265   | 4,90 / 100,00   | 4,00 |
|                         | Partido pelos Animais e pela Natureza | 72    | 1,33 / 100,00   | Novo |
|                         | PCTP/MRPP                             | 56    | 1,04 / 100,00   | 0,37 |
|                         | Outros                                | 131   | 2,42 / 100,00   |      |
| Votos Inválidos         | Votos Inválidos                       | 175   | 3,24 / 100,00   | 0,78 |
| Total                   | Total                                 | 5 407 | 100,00 / 100,00 |      |
| Eleitorado/Participação | Eleitorado/Participação               | 8 408 | 64,31 / 100,00  | 2,47 |

#### Santa Maria dos Olivais
| Partido                 | Partido                               | Votos  | %               | +/-  |
| ----------------------- | ------------------------------------- | ------ | --------------- | ---- |
|                         | Partido Social Democrata              | 9 345  | 33,03 / 100,00  | 8,34 |
|                         | Partido Socialista                    | 8 599  | 30,39 / 100,00  | 7,39 |
|                         | CDS – Partido Popular                 | 3 522  | 12,45 / 100,00  | 2,95 |
|                         | Coligação Democrática Unitária        | 2 740  | 9,68 / 100,00   | 0,50 |
|                         | Bloco de Esquerda                     | 1 573  | 5,56 / 100,00   | 5,46 |
|                         | Partido pelos Animais e pela Natureza | 395    | 1,40 / 100,00   | Novo |
|                         | PCTP/MRPP                             | 389    | 1,37 / 100,00   | 0,43 |
|                         | Outros                                | 675    | 2,38 / 100,00   |      |
| Votos Inválidos         | Votos Inválidos                       | 1 057  | 3,74 / 100,00   | 0,64 |
| Total                   | Total                                 | 28 295 | 100,00 / 100,00 |      |
| Eleitorado/Participação | Eleitorado/Participação               | 44 635 | 63,39 / 100,00  | 0,61 |

#### Santiago
| Partido                 | Partido                               | Votos | %               | +/-  |
| ----------------------- | ------------------------------------- | ----- | --------------- | ---- |
|                         | Partido Social Democrata              | 138   | 31,94 / 100,00  | 6,89 |
|                         | Partido Socialista                    | 116   | 26,85 / 100,00  | 7,64 |
|                         | CDS – Partido Popular                 | 57    | 13,19 / 100,00  | 3,36 |
|                         | Coligação Democrática Unitária        | 50    | 11,57 / 100,00  | 0,20 |
|                         | Bloco de Esquerda                     | 22    | 5,09 / 100,00   | 5,51 |
|                         | Partido pelos Animais e pela Natureza | 11    | 2,55 / 100,00   | Novo |
|                         | PCTP/MRPP                             | 7     | 1,62 / 100,00   | 0,46 |
|                         | Movimento Esperança Portugal          | 7     | 1,62 / 100,00   | 0,46 |
|                         | Outros                                | 13    | 3,00 / 100,00   |      |
| Votos Inválidos         | Votos Inválidos                       | 11    | 2,55 / 100,00   | 1,69 |
| Total                   | Total                                 | 432   | 100,00 / 100,00 |      |
| Eleitorado/Participação | Eleitorado/Participação               | 755   | 57,22 / 100,00  | 3,13 |

#### Santo Condestável
| Partido                 | Partido                               | Votos  | %               | +/-  |
| ----------------------- | ------------------------------------- | ------ | --------------- | ---- |
|                         | Partido Social Democrata              | 3 485  | 35,29 / 100,00  | 7,23 |
|                         | Partido Socialista                    | 2 624  | 26,57 / 100,00  | 8,77 |
|                         | CDS – Partido Popular                 | 1 399  | 14,17 / 100,00  | 3,81 |
|                         | Coligação Democrática Unitária        | 909    | 9,21 / 100,00   | 0,08 |
|                         | Bloco de Esquerda                     | 612    | 6,20 / 100,00   | 4,62 |
|                         | Partido pelos Animais e pela Natureza | 176    | 1,78 / 100,00   | Novo |
|                         | PCTP/MRPP                             | 100    | 1,01 / 100,00   | 0,17 |
|                         | Outros                                | 208    | 2,09 / 100,00   |      |
| Votos Inválidos         | Votos Inválidos                       | 362    | 3,67 / 100,00   | 0,51 |
| Total                   | Total                                 | 9 875  | 100,00 / 100,00 |      |
| Eleitorado/Participação | Eleitorado/Participação               | 15 532 | 63,58 / 100,00  | 1,12 |

#### Santo Estêvão
| Partido                 | Partido                               | Votos | %               | +/-  |
| ----------------------- | ------------------------------------- | ----- | --------------- | ---- |
|                         | Partido Socialista                    | 324   | 30,80 / 100,00  | 5,60 |
|                         | Partido Social Democrata              | 246   | 23,38 / 100,00  | 5,63 |
|                         | Coligação Democrática Unitária        | 183   | 17,40 / 100,00  | 1,50 |
|                         | CDS – Partido Popular                 | 112   | 10,65 / 100,00  | 3,34 |
|                         | Bloco de Esquerda                     | 75    | 7,13 / 100,00   | 4,78 |
|                         | Partido pelos Animais e pela Natureza | 25    | 2,38 / 100,00   | Novo |
|                         | PCTP/MRPP                             | 20    | 1,90 / 100,00   | 0,42 |
|                         | Outros                                | 30    | 2,87 / 100,00   |      |
| Votos Inválidos         | Votos Inválidos                       | 37    | 3,52 / 100,00   | 0,02 |
| Total                   | Total                                 | 1 052 | 100,00 / 100,00 |      |
| Eleitorado/Participação | Eleitorado/Participação               | 1 871 | 56,23 / 100,00  | 2,34 |

#### Santos-o-Velho
| Partido                 | Partido                               | Votos | %               | +/-  |
| ----------------------- | ------------------------------------- | ----- | --------------- | ---- |
|                         | Partido Social Democrata              | 736   | 30,63 / 100,00  | 4,59 |
|                         | Partido Socialista                    | 623   | 25,93 / 100,00  | 8,68 |
|                         | CDS – Partido Popular                 | 460   | 19,14 / 100,00  | 5,35 |
|                         | Coligação Democrática Unitária        | 243   | 10,11 / 100,00  | 0,20 |
|                         | Bloco de Esquerda                     | 128   | 5,33 / 100,00   | 3,16 |
|                         | Partido pelos Animais e pela Natureza | 46    | 1,91 / 100,00   | Novo |
|                         | PCTP/MRPP                             | 27    | 1,12 / 100,00   | 0,39 |
|                         | Outros                                | 61    | 2,54 / 100,00   |      |
| Votos Inválidos         | Votos Inválidos                       | 79    | 3,28 / 100,00   | 0,53 |
| Total                   | Total                                 | 2 403 | 100,00 / 100,00 |      |
| Eleitorado/Participação | Eleitorado/Participação               | 3 973 | 60,48 / 100,00  | 1,19 |

#### São Cristóvão e São Lourenço
| Partido                 | Partido                               | Votos | %               | +/-  |
| ----------------------- | ------------------------------------- | ----- | --------------- | ---- |
|                         | Partido Social Democrata              | 244   | 31,98 / 100,00  | 8,56 |
|                         | Partido Socialista                    | 224   | 29,36 / 100,00  | 7,35 |
|                         | CDS – Partido Popular                 | 107   | 14,02 / 100,00  | 3,63 |
|                         | Coligação Democrática Unitária        | 67    | 8,78 / 100,00   | 1,61 |
|                         | Bloco de Esquerda                     | 45    | 5,90 / 100,00   | 5,28 |
|                         | Partido pelos Animais e pela Natureza | 17    | 2,23 / 100,00   | Novo |
|                         | PCTP/MRPP                             | 13    | 1,70 / 100,00   | 0,52 |
|                         | Movimento Esperança Portugal          | 9     | 1,18 / 100,00   | 0,53 |
|                         | Outros                                | 14    | 1,82 / 100,00   |      |
| Votos Inválidos         | Votos Inválidos                       | 23    | 3,02 / 100,00   | 0,39 |
| Total                   | Total                                 | 763   | 100,00 / 100,00 |      |
| Eleitorado/Participação | Eleitorado/Participação               | 1 385 | 55,09 / 100,00  | 2,05 |

#### São Domingos de Benfica
| Partido                 | Partido                               | Votos  | %               | +/-   |
| ----------------------- | ------------------------------------- | ------ | --------------- | ----- |
|                         | Partido Social Democrata              | 9 029  | 43,15 / 100,00  | 7,77  |
|                         | Partido Socialista                    | 4 652  | 22,23 / 100,00  | 10,25 |
|                         | CDS – Partido Popular                 | 3 395  | 16,23 / 100,00  | 4,20  |
|                         | Coligação Democrática Unitária        | 1 276  | 6,10 / 100,00   | 0,02  |
|                         | Bloco de Esquerda                     | 965    | 4,61 / 100,00   | 3,57  |
|                         | Partido pelos Animais e pela Natureza | 305    | 1,46 / 100,00   | Novo  |
|                         | Outros                                | 540    | 2,59 / 100,00   |       |
| Votos Inválidos         | Votos Inválidos                       | 761    | 3,64 / 100,00   | 0,99  |
| Total                   | Total                                 | 20 923 | 100,00 / 100,00 |       |
| Eleitorado/Participação | Eleitorado/Participação               | 30 352 | 68,93 / 100,00  | 0,87  |

#### São Francisco Xavier
| Partido                 | Partido                               | Votos | %               | +/-  |
| ----------------------- | ------------------------------------- | ----- | --------------- | ---- |
|                         | Partido Social Democrata              | 2 401 | 46,83 / 100,00  | 4,82 |
|                         | CDS – Partido Popular                 | 1 086 | 21,18 / 100,00  | 5,67 |
|                         | Partido Socialista                    | 879   | 17,14 / 100,00  | 8,66 |
|                         | Coligação Democrática Unitária        | 241   | 4,70 / 100,00   | 0,18 |
|                         | Bloco de Esquerda                     | 199   | 3,88 / 100,00   | 2,51 |
|                         | Partido pelos Animais e pela Natureza | 63    | 1,23 / 100,00   | Novo |
|                         | Outros                                | 119   | 2,33 / 100,00   |      |
| Votos Inválidos         | Votos Inválidos                       | 139   | 2,71 / 100,00   | 0,20 |
| Total                   | Total                                 | 5 127 | 100,00 / 100,00 |      |
| Eleitorado/Participação | Eleitorado/Participação               | 6 878 | 74,54 / 100,00  | 0,25 |

#### São João
| Partido                 | Partido                               | Votos  | %               | +/-  |
| ----------------------- | ------------------------------------- | ------ | --------------- | ---- |
|                         | Partido Social Democrata              | 2 807  | 32,67 / 100,00  | 7,05 |
|                         | Partido Socialista                    | 2 585  | 30,08 / 100,00  | 7,19 |
|                         | CDS – Partido Popular                 | 1 060  | 12,34 / 100,00  | 3,08 |
|                         | Coligação Democrática Unitária        | 818    | 9,52 / 100,00   | 0,13 |
|                         | Bloco de Esquerda                     | 572    | 6,66 / 100,00   | 5,63 |
|                         | Partido pelos Animais e pela Natureza | 150    | 1,75 / 100,00   | Novo |
|                         | PCTP/MRPP                             | 121    | 1,41 / 100,00   | 0,56 |
|                         | Outros                                | 180    | 2,09 / 100,00   |      |
| Votos Inválidos         | Votos Inválidos                       | 300    | 3,49 / 100,00   | 0,67 |
| Total                   | Total                                 | 8 593  | 100,00 / 100,00 |      |
| Eleitorado/Participação | Eleitorado/Participação               | 14 703 | 58,44 / 100,00  | 0,21 |

#### São João de Brito
| Partido                 | Partido                               | Votos  | %               | +/-  |
| ----------------------- | ------------------------------------- | ------ | --------------- | ---- |
|                         | Partido Social Democrata              | 3 697  | 46,06 / 100,00  | 6,34 |
|                         | Partido Socialista                    | 1 544  | 19,24 / 100,00  | 7,25 |
|                         | CDS – Partido Popular                 | 1 410  | 17,57 / 100,00  | 2,53 |
|                         | Coligação Democrática Unitária        | 417    | 5,19 / 100,00   | 0,11 |
|                         | Bloco de Esquerda                     | 338    | 4,21 / 100,00   | 3,87 |
|                         | Partido pelos Animais e pela Natureza | 128    | 1,59 / 100,00   | Novo |
|                         | Outros                                | 220    | 2,76 / 100,00   |      |
| Votos Inválidos         | Votos Inválidos                       | 273    | 3,40 / 100,00   | 1,13 |
| Total                   | Total                                 | 8 027  | 100,00 / 100,00 |      |
| Eleitorado/Participação | Eleitorado/Participação               | 11 891 | 67,50 / 100,00  | 0,92 |

#### São João de Deus
| Partido                 | Partido                               | Votos  | %               | +/-  |
| ----------------------- | ------------------------------------- | ------ | --------------- | ---- |
|                         | Partido Social Democrata              | 3 430  | 45,75 / 100,00  | 6,50 |
|                         | CDS – Partido Popular                 | 1 488  | 19,85 / 100,00  | 4,20 |
|                         | Partido Socialista                    | 1 327  | 17,70 / 100,00  | 9,71 |
|                         | Bloco de Esquerda                     | 356    | 4,75 / 100,00   | 2,30 |
|                         | Coligação Democrática Unitária        | 354    | 4,72 / 100,00   | 0,16 |
|                         | Partido pelos Animais e pela Natureza | 108    | 1,44 / 100,00   | Novo |
|                         | Outros                                | 182    | 2,43 / 100,00   |      |
| Votos Inválidos         | Votos Inválidos                       | 252    | 3,36 / 100,00   | 0,46 |
| Total                   | Total                                 | 7 497  | 100,00 / 100,00 |      |
| Eleitorado/Participação | Eleitorado/Participação               | 10 791 | 69,47 / 100,00  | 1,76 |

#### São Jorge de Arroios
| Partido                 | Partido                               | Votos  | %               | +/-  |
| ----------------------- | ------------------------------------- | ------ | --------------- | ---- |
|                         | Partido Social Democrata              | 4 265  | 40,04 / 100,00  | 6,65 |
|                         | Partido Socialista                    | 2 553  | 23,97 / 100,00  | 7,66 |
|                         | CDS – Partido Popular                 | 1 619  | 15,20 / 100,00  | 3,09 |
|                         | Coligação Democrática Unitária        | 723    | 6,79 / 100,00   | 0,17 |
|                         | Bloco de Esquerda                     | 627    | 5,89 / 100,00   | 3,82 |
|                         | Partido pelos Animais e pela Natureza | 177    | 1,66 / 100,00   | Novo |
|                         | Outros                                | 303    | 2,84 / 100,00   |      |
| Votos Inválidos         | Votos Inválidos                       | 386    | 3,62 / 100,00   | 0,57 |
| Total                   | Total                                 | 10 653 | 100,00 / 100,00 |      |
| Eleitorado/Participação | Eleitorado/Participação               | 17 581 | 60,59 / 100,00  | 0,45 |

#### São José
| Partido                 | Partido                               | Votos | %               | +/-  |
| ----------------------- | ------------------------------------- | ----- | --------------- | ---- |
|                         | Partido Social Democrata              | 507   | 30,29 / 100,00  | 4,35 |
|                         | Partido Socialista                    | 495   | 29,57 / 100,00  | 8,21 |
|                         | CDS – Partido Popular                 | 225   | 13,44 / 100,00  | 3,68 |
|                         | Coligação Democrática Unitária        | 160   | 9,56 / 100,00   | 0,78 |
|                         | Bloco de Esquerda                     | 124   | 7,41 / 100,00   | 2,64 |
|                         | Partido pelos Animais e pela Natureza | 38    | 2,27 / 100,00   | Novo |
|                         | PCTP/MRPP                             | 22    | 1,31 / 100,00   | 0,50 |
|                         | Outros                                | 39    | 2,34 / 100,00   |      |
| Votos Inválidos         | Votos Inválidos                       | 64    | 3,82 / 100,00   | 0,82 |
| Total                   | Total                                 | 1 674 | 100,00 / 100,00 |      |
| Eleitorado/Participação | Eleitorado/Participação               | 3 067 | 54,58 / 100,00  | 0,81 |

#### São Mamede
| Partido                 | Partido                               | Votos | %               | +/-  |
| ----------------------- | ------------------------------------- | ----- | --------------- | ---- |
|                         | Partido Social Democrata              | 1 465 | 40,59 / 100,00  | 5,15 |
|                         | Partido Socialista                    | 741   | 20,53 / 100,00  | 9,24 |
|                         | CDS – Partido Popular                 | 738   | 20,45 / 100,00  | 4,91 |
|                         | Coligação Democrática Unitária        | 188   | 5,21 / 100,00   | 0,15 |
|                         | Bloco de Esquerda                     | 175   | 4,85 / 100,00   | 3,29 |
|                         | Partido pelos Animais e pela Natureza | 71    | 1,97 / 100,00   | Novo |
|                         | Outros                                | 107   | 2,97 / 100,00   |      |
| Votos Inválidos         | Votos Inválidos                       | 124   | 3,43 / 100,00   | 0,96 |
| Total                   | Total                                 | 3 609 | 100,00 / 100,00 |      |
| Eleitorado/Participação | Eleitorado/Participação               | 5 272 | 68,46 / 100,00  | 2,61 |

#### São Miguel
| Partido                 | Partido                               | Votos | %               | +/-  |
| ----------------------- | ------------------------------------- | ----- | --------------- | ---- |
|                         | Partido Socialista                    | 329   | 40,42 / 100,00  | 4,65 |
|                         | Partido Social Democrata              | 156   | 19,16 / 100,00  | 4,70 |
|                         | Coligação Democrática Unitária        | 140   | 17,20 / 100,00  | 0,51 |
|                         | CDS – Partido Popular                 | 54    | 6,63 / 100,00   | 0,32 |
|                         | Bloco de Esquerda                     | 52    | 6,39 / 100,00   | 2,24 |
|                         | Partido pelos Animais e pela Natureza | 23    | 2,83 / 100,00   | Novo |
|                         | PCTP/MRPP                             | 15    | 1,84 / 100,00   | 1,50 |
|                         | Outros                                | 15    | 1,83 / 100,00   |      |
| Votos Inválidos         | Votos Inválidos                       | 30    | 3,69 / 100,00   | 0,57 |
| Total                   | Total                                 | 814   | 100,00 / 100,00 |      |
| Eleitorado/Participação | Eleitorado/Participação               | 1 538 | 52,93 / 100,00  | 1,07 |

#### São Nicolau
| Partido                 | Partido                               | Votos | %               | +/-  |
| ----------------------- | ------------------------------------- | ----- | --------------- | ---- |
|                         | Partido Social Democrata              | 204   | 32,80 / 100,00  | 6,12 |
|                         | Partido Socialista                    | 159   | 25,56 / 100,00  | 8,76 |
|                         | CDS – Partido Popular                 | 97    | 15,59 / 100,00  | 4,67 |
|                         | Bloco de Esquerda                     | 51    | 8,20 / 100,00   | 3,03 |
|                         | Coligação Democrática Unitária        | 41    | 6,59 / 100,00   | 1,52 |
|                         | PCTP/MRPP                             | 11    | 1,77 / 100,00   | 0,99 |
|                         | Partido pelos Animais e pela Natureza | 9     | 1,45 / 100,00   | Novo |
|                         | Outros                                | 16    | 2,56 / 100,00   |      |
| Votos Inválidos         | Votos Inválidos                       | 34    | 5,47 / 100,00   | 1,26 |
| Total                   | Total                                 | 622   | 100,00 / 100,00 |      |
| Eleitorado/Participação | Eleitorado/Participação               | 1 105 | 56,29 / 100,00  | 0,39 |

#### São Paulo
| Partido                 | Partido                               | Votos | %               | +/-  |
| ----------------------- | ------------------------------------- | ----- | --------------- | ---- |
|                         | Partido Socialista                    | 492   | 32,48 / 100,00  | 6,04 |
|                         | Partido Social Democrata              | 419   | 27,66 / 100,00  | 5,64 |
|                         | CDS – Partido Popular                 | 180   | 11,88 / 100,00  | 2,67 |
|                         | Coligação Democrática Unitária        | 150   | 9,90 / 100,00   | 1,23 |
|                         | Bloco de Esquerda                     | 115   | 7,59 / 100,00   | 3,79 |
|                         | PCTP/MRPP                             | 30    | 1,98 / 100,00   | 0,87 |
|                         | Partido pelos Animais e pela Natureza | 24    | 1,58 / 100,00   | Novo |
|                         | Outros                                | 39    | 2,57 / 100,00   |      |
| Votos Inválidos         | Votos Inválidos                       | 66    | 4,36 / 100,00   | 1,21 |
| Total                   | Total                                 | 1 515 | 100,00 / 100,00 |      |
| Eleitorado/Participação | Eleitorado/Participação               | 2 818 | 53,76 / 100,00  | 0,64 |

#### São Sebastião da Pedreira
| Partido                 | Partido                               | Votos | %               | +/-  |
| ----------------------- | ------------------------------------- | ----- | --------------- | ---- |
|                         | Partido Social Democrata              | 2 047 | 44,21 / 100,00  | 4,45 |
|                         | CDS – Partido Popular                 | 1 077 | 23,26 / 100,00  | 5,35 |
|                         | Partido Socialista                    | 836   | 18,06 / 100,00  | 8,39 |
|                         | Coligação Democrática Unitária        | 188   | 4,06 / 100,00   | 0,30 |
|                         | Bloco de Esquerda                     | 165   | 3,56 / 100,00   | 3,14 |
|                         | Partido pelos Animais e pela Natureza | 66    | 1,43 / 100,00   | Novo |
|                         | Outros                                | 118   | 2,55 / 100,00   |      |
| Votos Inválidos         | Votos Inválidos                       | 133   | 2,87 / 100,00   | 0,73 |
| Total                   | Total                                 | 4 630 | 100,00 / 100,00 |      |
| Eleitorado/Participação | Eleitorado/Participação               | 6 772 | 68,37 / 100,00  | 1,78 |

#### São Vicente de Fora
| Partido                 | Partido                               | Votos | %               | +/-  |
| ----------------------- | ------------------------------------- | ----- | --------------- | ---- |
|                         | Partido Socialista                    | 594   | 30,97 / 100,00  | 6,86 |
|                         | Partido Social Democrata              | 544   | 28,36 / 100,00  | 8,64 |
|                         | Coligação Democrática Unitária        | 250   | 13,03 / 100,00  | 1,71 |
|                         | CDS – Partido Popular                 | 233   | 12,15 / 100,00  | 3,00 |
|                         | Bloco de Esquerda                     | 107   | 5,58 / 100,00   | 5,89 |
|                         | PCTP/MRPP                             | 41    | 2,14 / 100,00   | 0,93 |
|                         | Partido pelos Animais e pela Natureza | 24    | 1,25 / 100,00   | Novo |
|                         | Outros                                | 53    | 2,74 / 100,00   |      |
| Votos Inválidos         | Votos Inválidos                       | 72    | 3,76 / 100,00   | 0,39 |
| Total                   | Total                                 | 1 918 | 100,00 / 100,00 |      |
| Eleitorado/Participação | Eleitorado/Participação               | 3 423 | 56,03 / 100,00  | 0,06 |

#### Sé
| Partido                 | Partido                               | Votos | %               | +/-  |
| ----------------------- | ------------------------------------- | ----- | --------------- | ---- |
|                         | Partido Social Democrata              | 195   | 32,23 / 100,00  | 8,17 |
|                         | Partido Socialista                    | 160   | 26,45 / 100,00  | 9,64 |
|                         | CDS – Partido Popular                 | 77    | 12,73 / 100,00  | 0,41 |
|                         | Coligação Democrática Unitária        | 68    | 11,24 / 100,00  | 0,37 |
|                         | Bloco de Esquerda                     | 28    | 4,63 / 100,00   | 4,79 |
|                         | Partido pelos Animais e pela Natureza | 11    | 1,82 / 100,00   | Novo |
|                         | PCTP/MRPP                             | 9     | 1,49 / 100,00   | 0,91 |
|                         | Outros                                | 21    | 3,48 / 100,00   |      |
| Votos Inválidos         | Votos Inválidos                       | 36    | 5,95 / 100,00   | 2,48 |
| Total                   | Total                                 | 605   | 100,00 / 100,00 |      |
| Eleitorado/Participação | Eleitorado/Participação               | 1 036 | 58,40 / 100,00  | 3,26 |

#### Socorro
| Partido                 | Partido                               | Votos | %               | +/-  |
| ----------------------- | ------------------------------------- | ----- | --------------- | ---- |
|                         | Partido Socialista                    | 543   | 37,22 / 100,00  | 4,37 |
|                         | Partido Social Democrata              | 396   | 27,14 / 100,00  | 4,41 |
|                         | Coligação Democrática Unitária        | 174   | 11,93 / 100,00  | 1,62 |
|                         | CDS – Partido Popular                 | 115   | 7,88 / 100,00   | 1,37 |
|                         | Bloco de Esquerda                     | 91    | 6,24 / 100,00   | 3,87 |
|                         | PCTP/MRPP                             | 24    | 1,64 / 100,00   | 0,28 |
|                         | Partido pelos Animais e pela Natureza | 23    | 1,58 / 100,00   | Novo |
|                         | Outros                                | 41    | 2,82 / 100,00   |      |
| Votos Inválidos         | Votos Inválidos                       | 52    | 3,56 / 100,00   | 0,44 |
| Total                   | Total                                 | 1 459 | 100,00 / 100,00 |      |
| Eleitorado/Participação | Eleitorado/Participação               | 2 888 | 50,52 / 100,00  | 1,09 |